# Liste des sénateurs des États-Unis pour l'Indiana
Cette page dresse la liste des sénateurs représentant ou ayant représenté l'Indiana au Sénat des États-Unis.

## Sénateurs de classeI
| Sénateur       | Sénateur       | Parti | Parti             | Dates du mandat | Dates du mandat |
| -------------- | -------------- | ----- | ----------------- | --------------- | --------------- |
| Raymond Willis | Raymond Willis |       | Parti républicain | 3 janvier 1941  | 3 janvier 1947  |
| William Jenner | William Jenner |       | Parti républicain | 3 janvier 1947  | 3 janvier 1959  |
| Vance Hartke   | Vance Hartke   |       | Parti démocrate   | 3 janvier 1959  | 3 janvier 1977  |
| Richard Lugar  | Richard Lugar  |       | Parti républicain | 3 janvier 1977  | 3 janvier 2013  |
| Joe Donnelly   | Joe Donnelly   |       | Parti démocrate   | 3 janvier 2013  | 3 janvier 2019  |
| Mike Braun     | Mike Braun     |       | Parti républicain | 3 janvier 2019  | 3 janvier 2025  |
|                | Jim Banks      |       | Parti républicain | 3 janvier 2025  | en cours        |

## Sénateurs de classeIII
| Sénateur   | Sénateur   | Parti | Parti             | Dates du mandat | Dates du mandat |
| ---------- | ---------- | ----- | ----------------- | --------------- | --------------- |
| Birch Bayh | Birch Bayh |       | Parti démocrate   | 3 janvier 1963  | 3 janvier 1981  |
| Dan Quayle | Dan Quayle |       | Parti républicain | 3 janvier 1981  | 3 janvier 1989  |
| Dan Coats  | Dan Coats  |       | Parti républicain | 3 janvier 1989  | 3 janvier 1999  |
| Evan Bayh  | Evan Bayh  |       | Parti démocrate   | 3 janvier 1999  | 3 janvier 2011  |
| Dan Coats  | Dan Coats  |       | Parti républicain | 3 janvier 2011  | 3 janvier 2017  |
| Todd Young | Todd Young |       | Parti républicain | 3 janvier 2017  | en cours        |